# Rick Bragnalo
Richard James Bragnalo, meglio noto come Rick (Fort William, 1º dicembre 1951), è un ex hockeista su ghiaccio canadese naturalizzato italiano, di ruolo centro.

## Carriera
Esordì tra i professionisti in International Hockey League coi Dayton Gems dove giocò l'intera stagione 1974-1975 (durante la quale fu nominato miglior esordiente e vinse il titolo di miglior realizzatore) e buona parte della successiva. Si mise in luce tanto da essere acquistato dalla franchigia NHL dei Washington Capitals il 1º marzo 1976. Raccolse 145 presenze coi Capitals tra il 1976 ed il 1979, ma nell'ultima stagione giocò perlopiù col farm team dei Capitals in International Hockey League, gli Hershey Bears, con cui aveva già raccolto presenze l'anno precedente.
Dopo una stagione coi Port Huron Flags, nel 1980 si trasferì nel campionato italiano, dove vestì per dieci stagioni la maglia dell'Hockey Club Brunico, e (dopo un anno di stop) per le ultime due quella dell'Hockey Club Milano Saima, con cui vinse l'unico scudetto della sua carriera (1990-1991).
In possesso della cittadinanza italiana, tra il 1980 ed il 1987 ha regolarmente vestito la maglia della nazionale azzurra, prendendo parte a sei edizioni dei mondiali, due di gruppo A (1982 e 1983) e quattro di gruppo B (1981, vinto, 1985, 1986 e 1987). Era stato selezionato anche per la spedizione olimpica di Sarajevo 1984, ma fu escluso dal CIO per professionismo.

## Palmarès

### Club
- Campionato italiano: 1

Milano Saima: 1990-1991

### Individuale
- Leo P. Lamoureux Memorial Trophy: 1

1974-1975
- Gary F. Longman Memorial Trophy: 1

1974-1975